# Léonie Geisendorf
Léonie Geisendorf, folkbokförd Leonja Marie Geisendorf, född Kaplan 8 april 1914 i Łódź i Ryssland, död 17 mars 2016 i Paris, var en arkitekt som var verksam och bosatt i Sverige större delen av sitt yrkesliv. Sedan 1995 var Léonie Geisendorf hedersdoktor vid Arkitekturskolan på Kungliga Tekniska högskolan i Stockholm. Hon bodde i Paris från 2009. I april 2014 fyllde hon 100 år och blev därmed en av de äldsta levande arkitekterna i världen. Hon var en förebild för flera generationer svenska arkitekter. Hon var gift med arkitekten Charles-Edouard Geisendorf.

## Liv och verk

### Utbildning och tidiga uppdrag

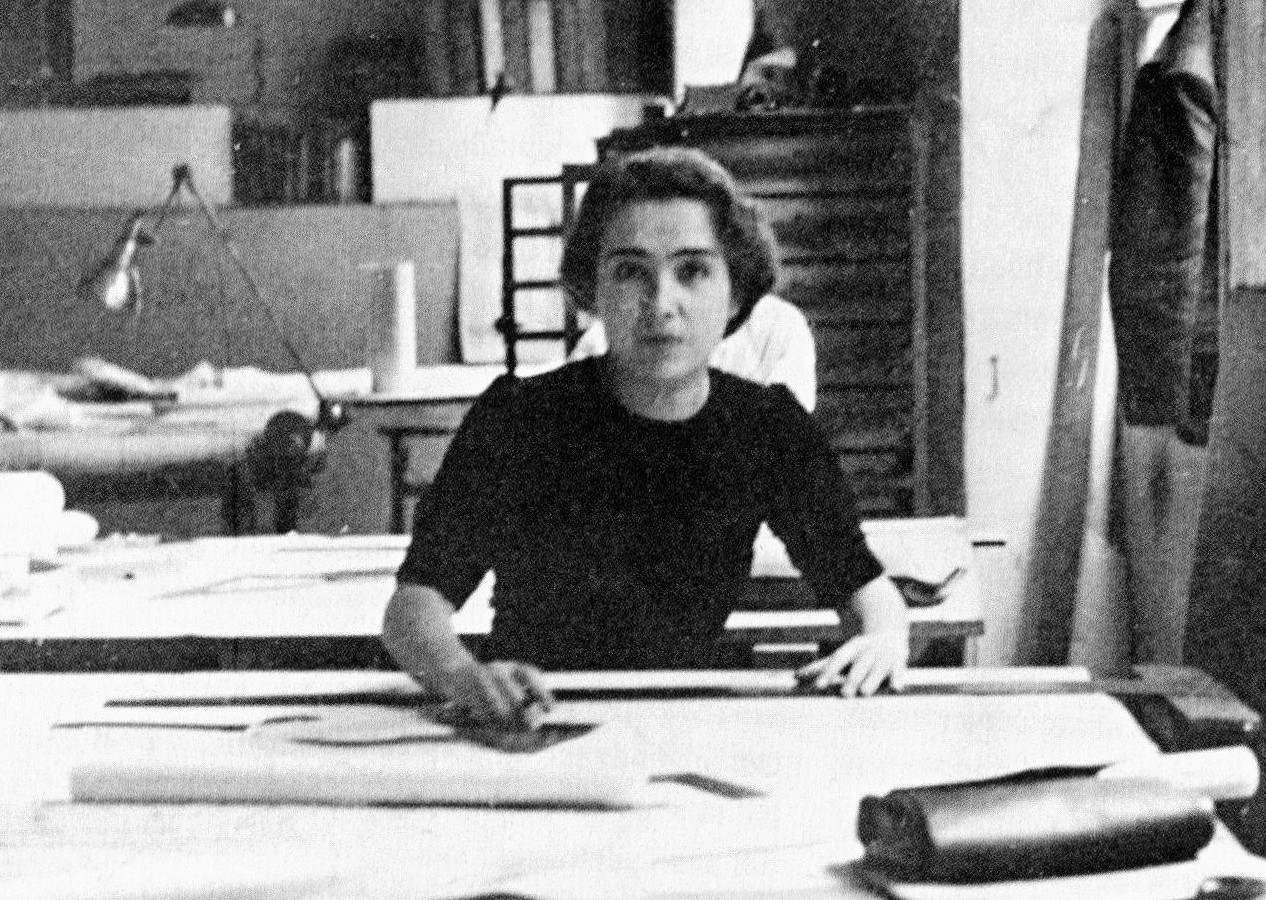
På Le Corbusiers kontor 1937.

Léonie Geisendorf tog studentexamen 1932 och utbildade sig vid Eidgenössische Technische Hochschule Zürich åren 1933–1938. Under studietiden praktiserade hon några gånger hos Le Corbusier i Paris, som kom att bli hennes inspiratör och läromästare. 1938, direkt efter praktiken, kom hon till Sverige där hon fick anställning hos Sven Ivar Lind, Kooperativa förbundets arkitektkontor och Paul Hedqvist. År 1940 gifte hon sig med studiekamraten Charles-Edouard Geisendorf. Mellan åren 1944 och 1950 studerade hon vid Konsthögskolans arkitekturskola i Stockholm.

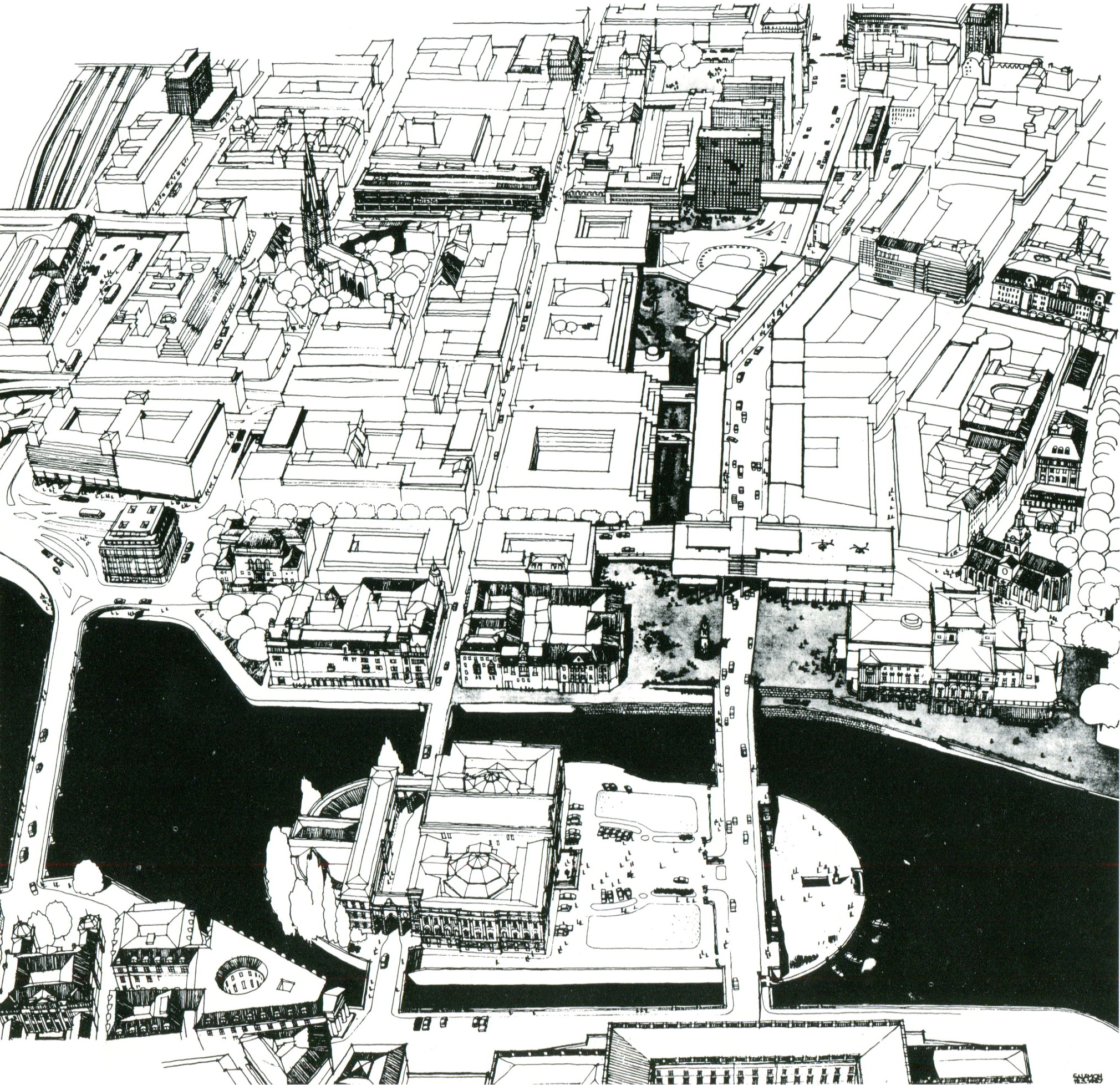
Förslaget ”Corso” 1965.

Till hennes första självständiga arbeten räknas tävlingsbidraget för ett nytt nämndhus i Stockholm, som hon utförde tillsammans med Ralph Erskine och Curt Laudon. Förslaget blev aldrig realiserat men fick första priset. År 1950 startade hon ett eget kontor (L. & C. E. Geisendorf) tillsammans med maken Charles Edouard. Under många år låg kontoret på Engelbrektsgatan 25. Till hennes tidiga arbeten (tillsammans med maken Charles-Edouard) hör Villa Ranängen i Djursholm (1950–1951) och Riksrådsvägens radhusområde i Skarpnäck, södra Stockholm (1953–1956).
Liksom för Riksrådsvägens radhusbebyggelse försökte hon även ändra den fastställda stadsplanen för studentbostäderna i kvarteret Rio på Gärdet i Stockholm. Riksrådsvägen fick en ny, uppluckrad bebyggelseplan som tog hänsyn till befintlig terräng och vegetation. I kvarteret Rio studerade hon olika alternativ, bland annat föreslog hon tre runda torn. Idén med torn övergavs dock så småningom och stadsplanen med fyra lamellhus följdes, men bara ett av husen byggdes (idag kallat Fyrtalet, klart 1966).

### Corso
År 1965 deltog hon tillsammans med Ralph Erskine och Anders Tengbom (de kallade sig EGT-gruppen) i en idétävling för området söder om Sergels torg som utlystes av Stockholms stad och Sveriges riksbank. I slutstriden om uppdraget låg deras förslag med namnet Corso och Peter Celsings bidrag. Flera medlemmar i tävlingsnämnden ansåg att EGT-gruppens förslag var bättre och nämnden beslöt att inköpa förslaget. I deras förslag förenades stadens två centra (Sergels torg och Gustav Adolfs torg) både visuellt, funktionellt och trafiktekniskt, men den avvek från den fastställda cityplanen från 1962 och efter en livlig debatt blev Peter Celsings förslag genomfört.

### Katolsk kyrka, Kungsträdgården
År 1963 fick Geisendorf av Sankta Eugenia katolska församling uppdraget att rita en ny katolsk kyrka vid Kungsträdgårdsgatan 12. Projekteringen skedde i samarbete med arkitekt Holger Blom. Bygglov för fastigheten Katthavet 7 meddelades 1967 och i slutet av år 1970 var byggnaden färdigprojekterad. För den nya byggnaden skulle en äldre fastighet rivas, den var byggd 1886 efter ritningar av Hjalmar och Axel Kumlien och i dåligt skick. Men efter Norrmalmsregleringens rivningar och en ny Cityplan 1977 (som i princip förbjöd fortsatta rivningar i innerstaden) stod det klart att projektet inte skulle realiseras. Församlingen lät senare bygga om huset av en annan arkitekt.

### Upp i vind

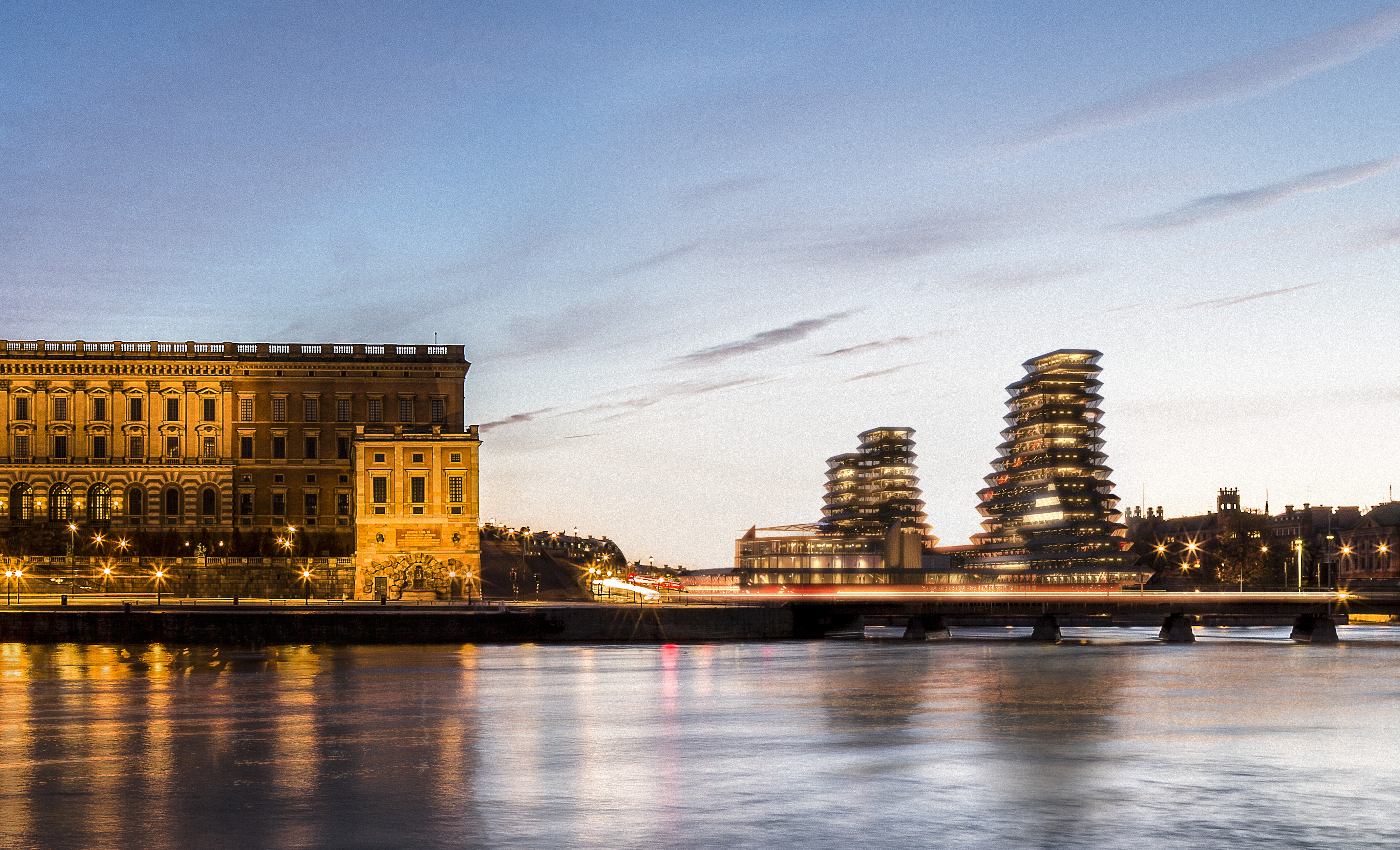
”Upp i vind”. Förslag till nybyggnad av Riksdagshus 1971 (nutida fotomontage).

Geisendorf lämnade många förslag och utredningar samt deltog i ett stort antal arkitekttävlingar. ”Upp i vind” kallade hon sitt bidrag till ett nytt riksdagshus på Helgeandsholmen inom ramen för en allmän nordisk arkitekttävling 1971. Hennes förslag var en komplett nybyggnad som starkt kontrasterade mot den historiska bebyggelsen (bland annat Stockholms slott) i närheten. Flera pyramidformade byggnadskroppar innehöll kontor, samlingssalar och plenisalen, allt omgiven av vatten. Det hela liknade en stor och luftig vattenskulptur som ”lyser i vinternatten och är transparent om sommaren”. Tävlingsjuryn menade bland annat: ”Förslaget är i många stycken väl genomarbetat och präglas av en formal skicklighet. Prisnämnden finner dock inte dess grundläggande princip utvecklingsbar.” Inom ramen för utställningen ”Upp i vind” på Arkitektur- och designcentrum 2014 producerade Wingårdh Arkitektkontor ett bildmontage som visar Geisendorfs framtidsvision om bebyggelsen på Helgeandsholmen.

### Le Corbusiers anda
Geisendorfs produktion kom att präglas av den sena modernismens ideal i Le Corbusiers anda, med starka, råa material och konstruktioner i obehandlad betong. Hennes verk brukar också tillskrivas drag av brutalism och strukturalism. Exempel härför är Villa Delin vid Strandvägen 43 på Djursholm. Byggnaden med sin avantgardistiska utformning i rå betong uppfördes 1966–1970.

## Bilder, verk i urval

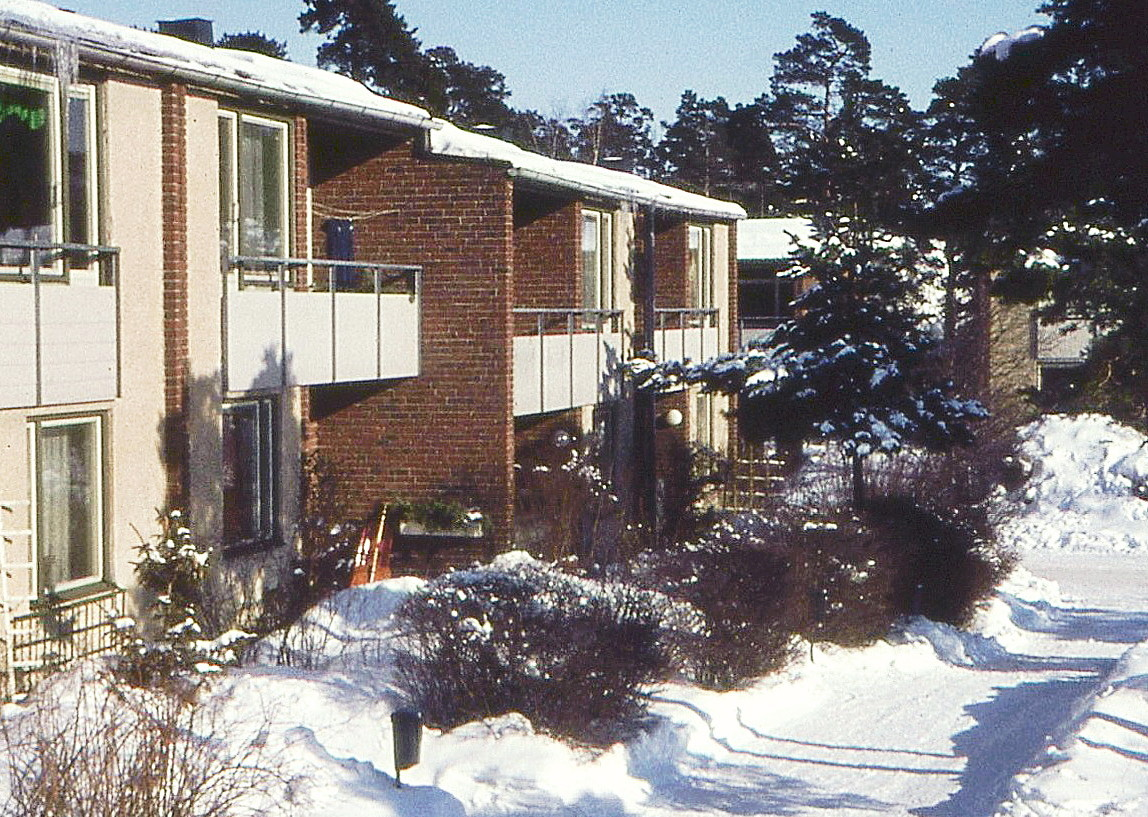
Riksrådsvägens radhusområde
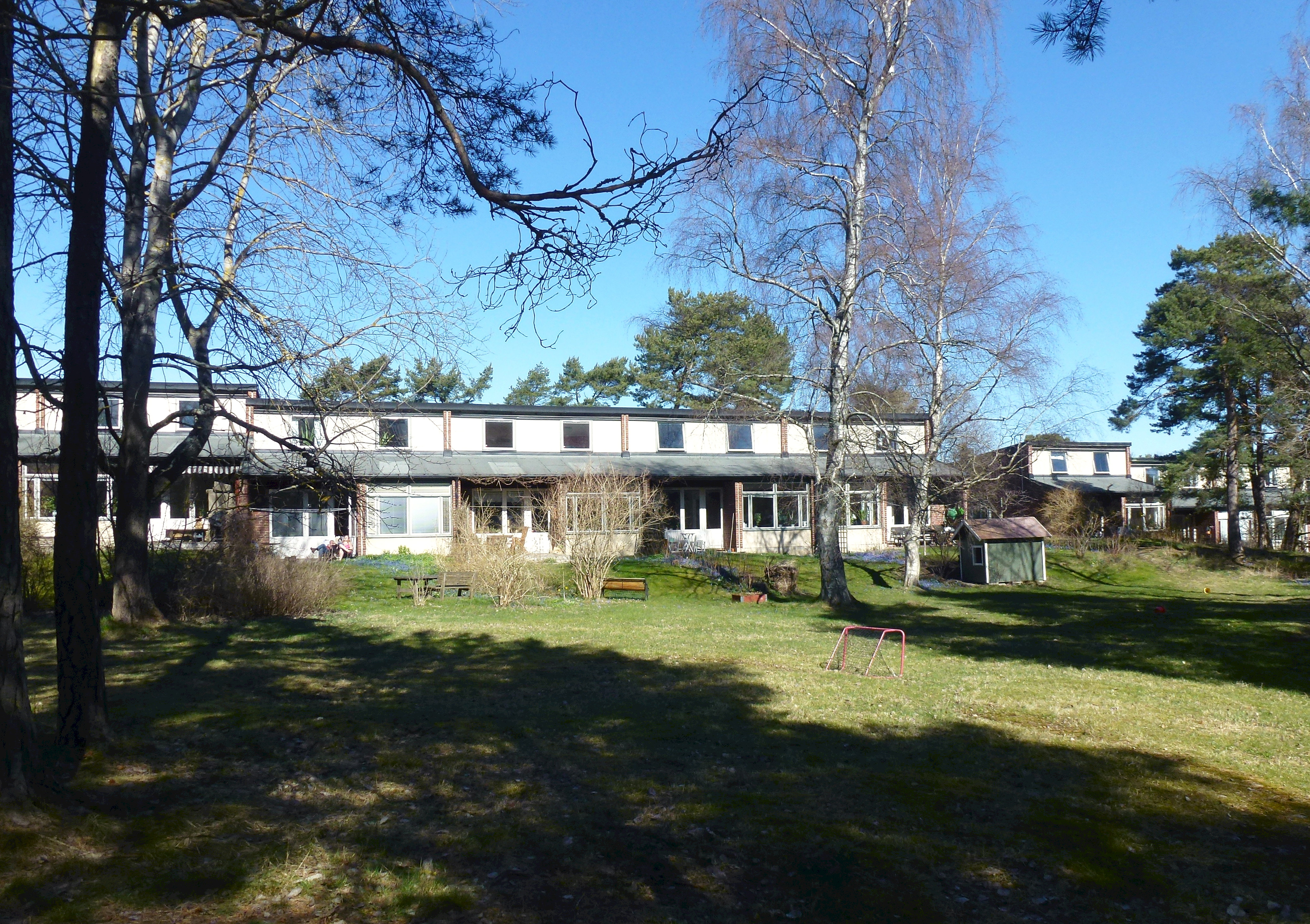
Riksrådsvägens radhusområde
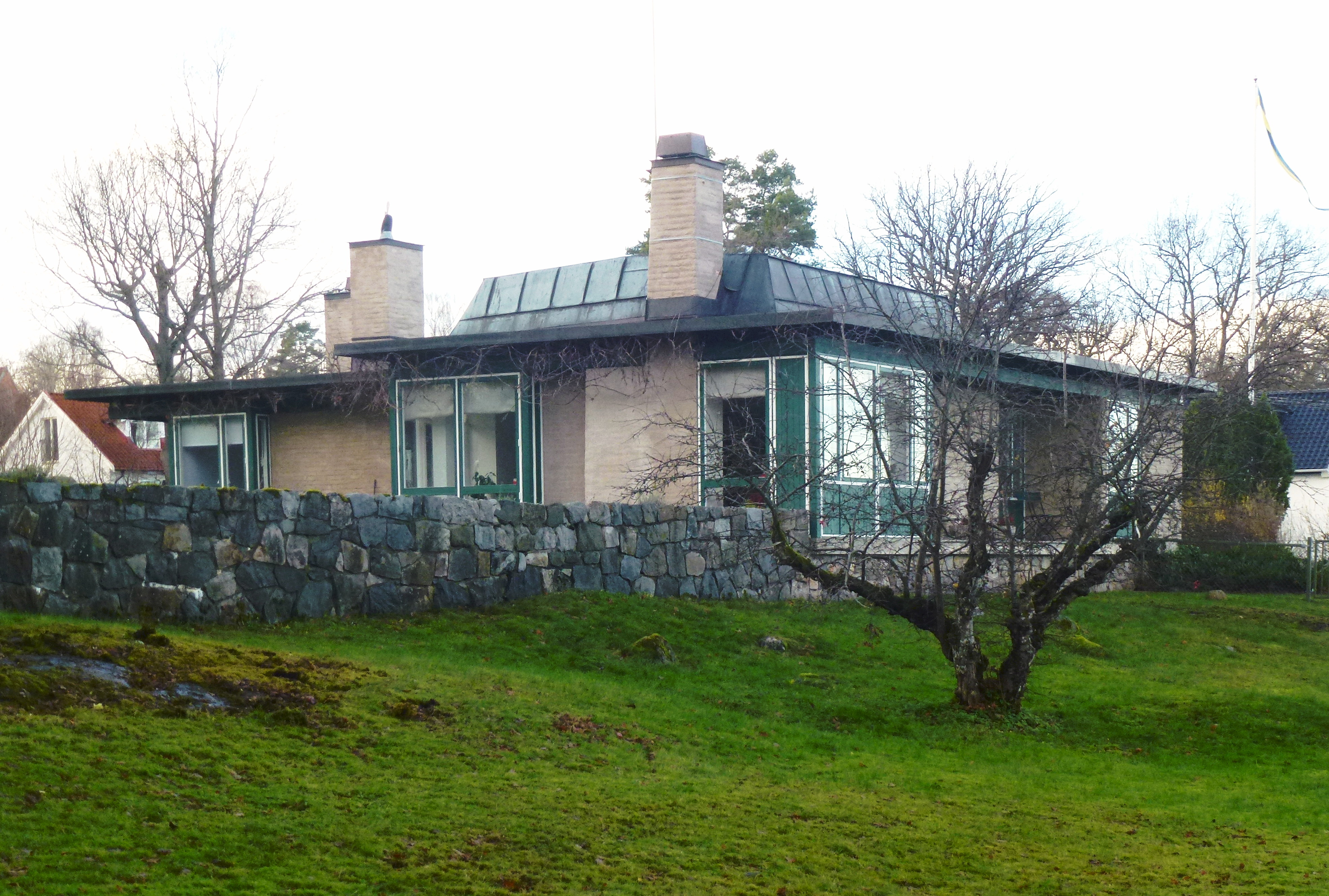
Villa Ranängen
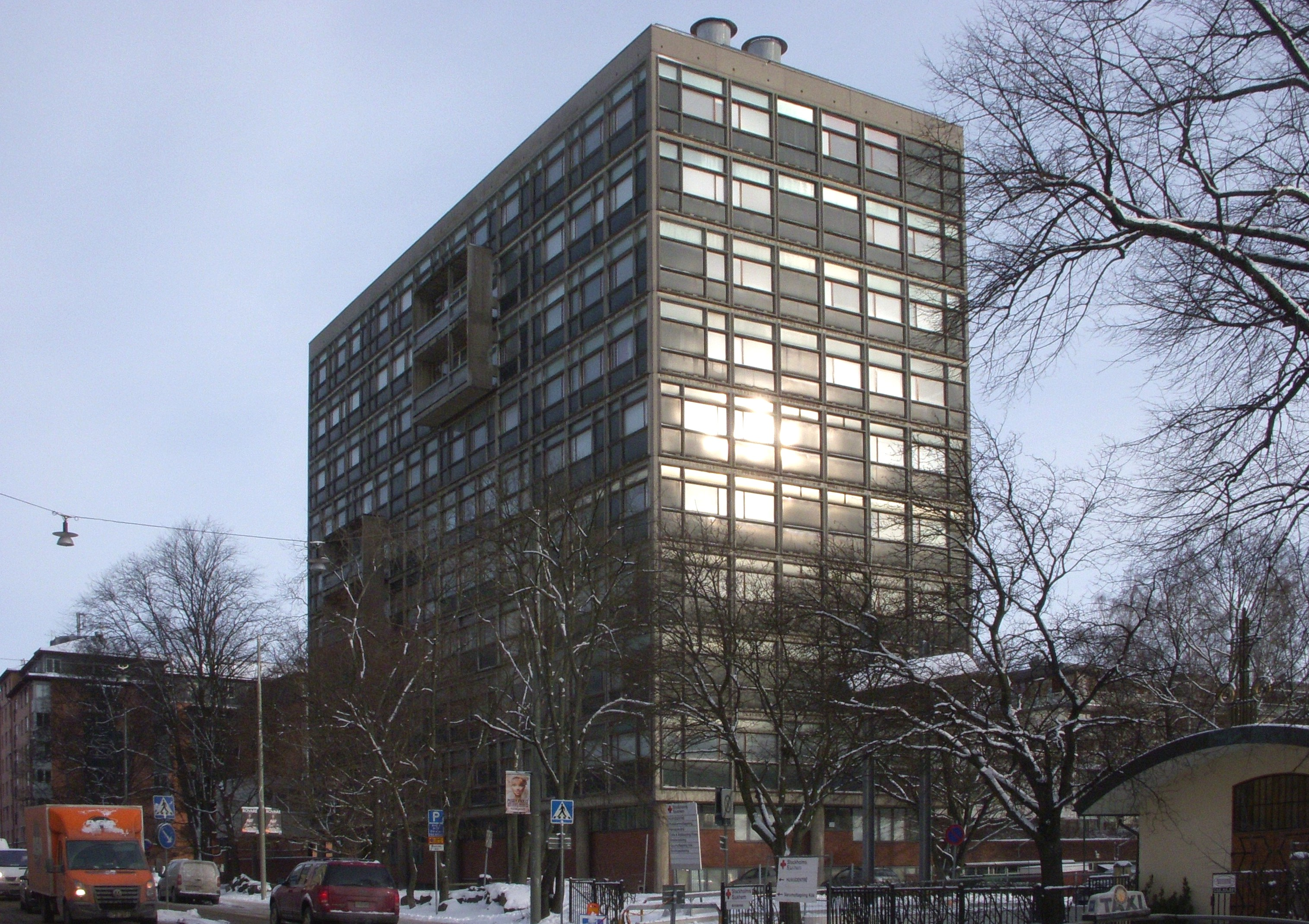
S:t Görans gymnasium
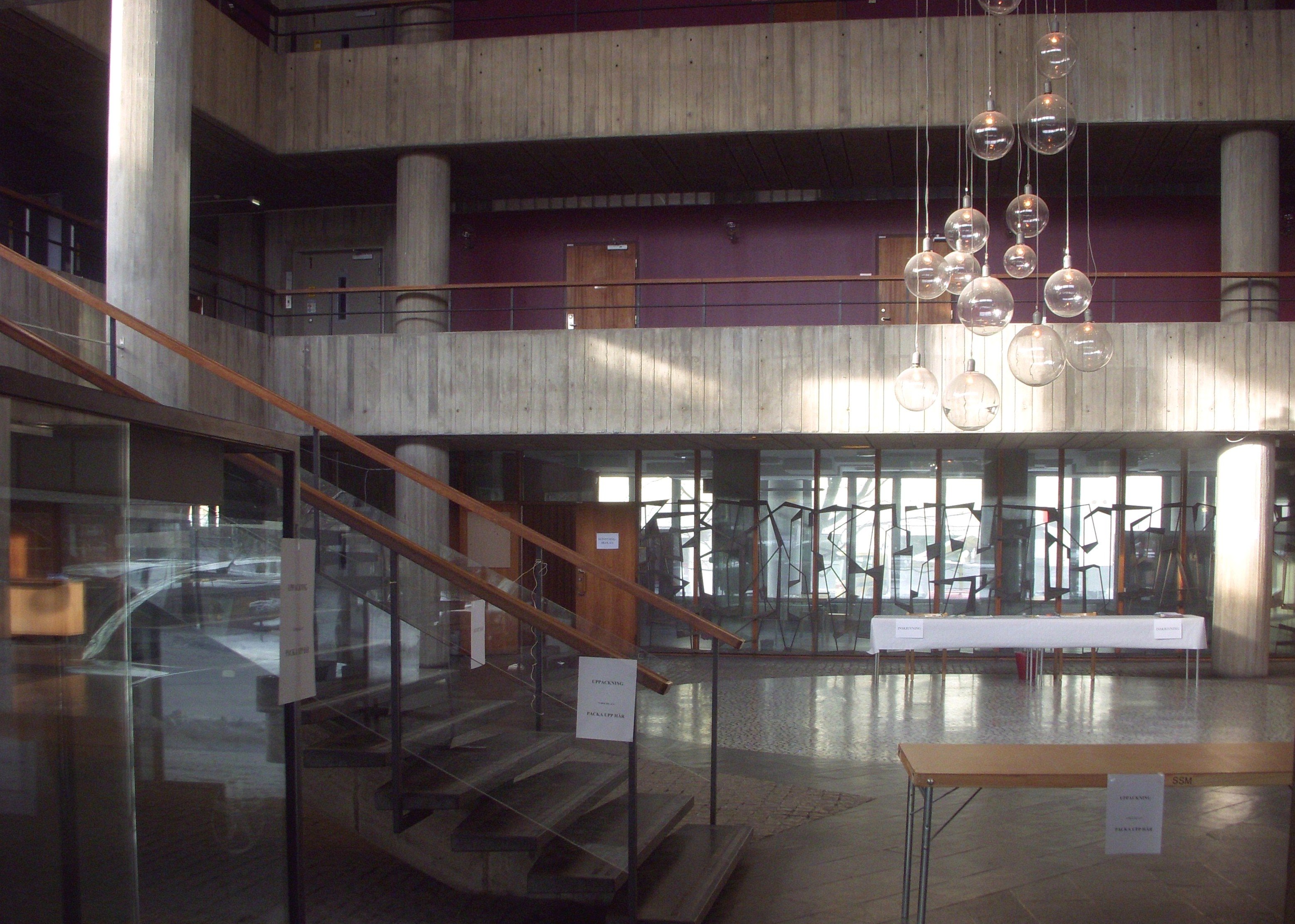
S:t Görans gymnasium
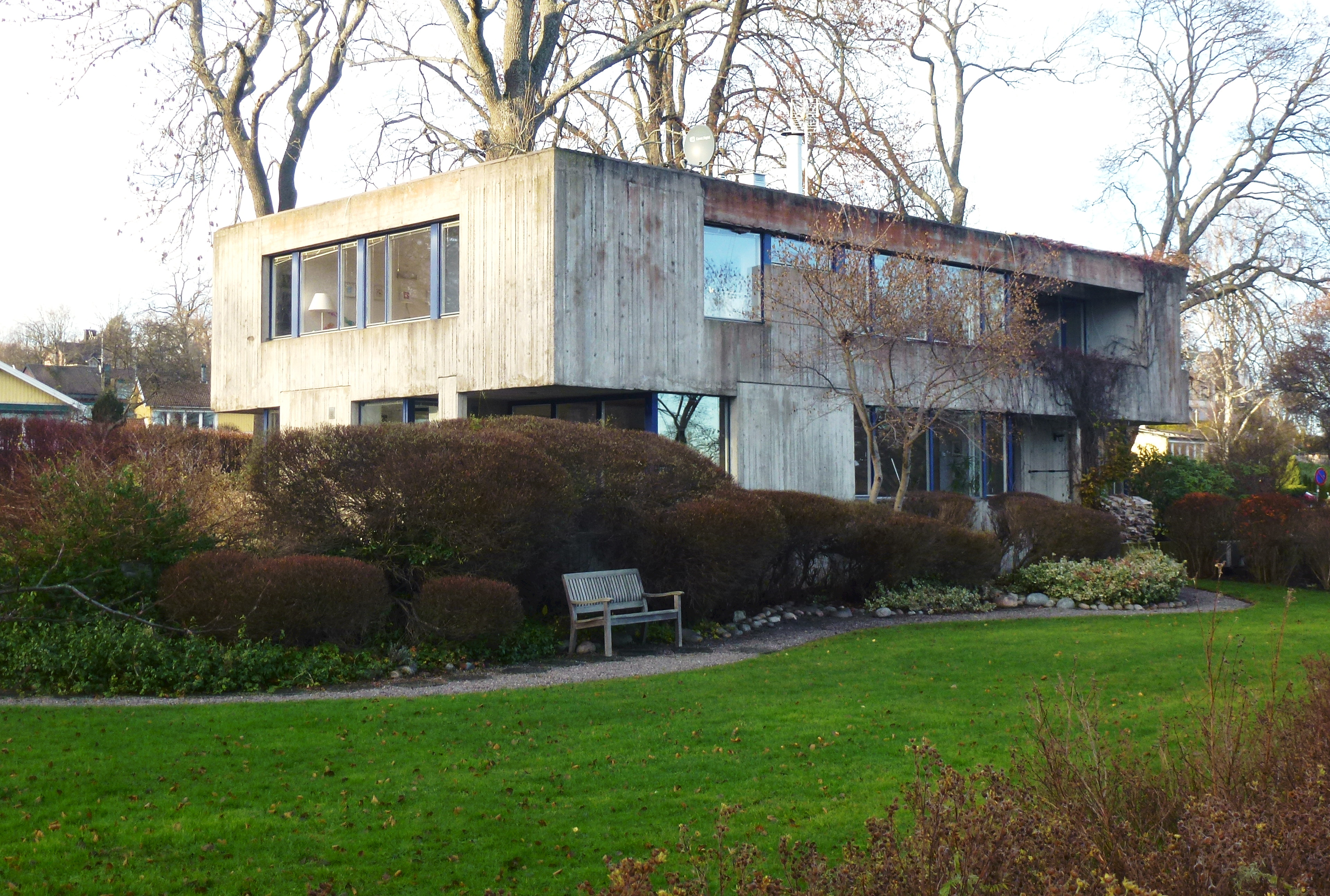
Villa Delin
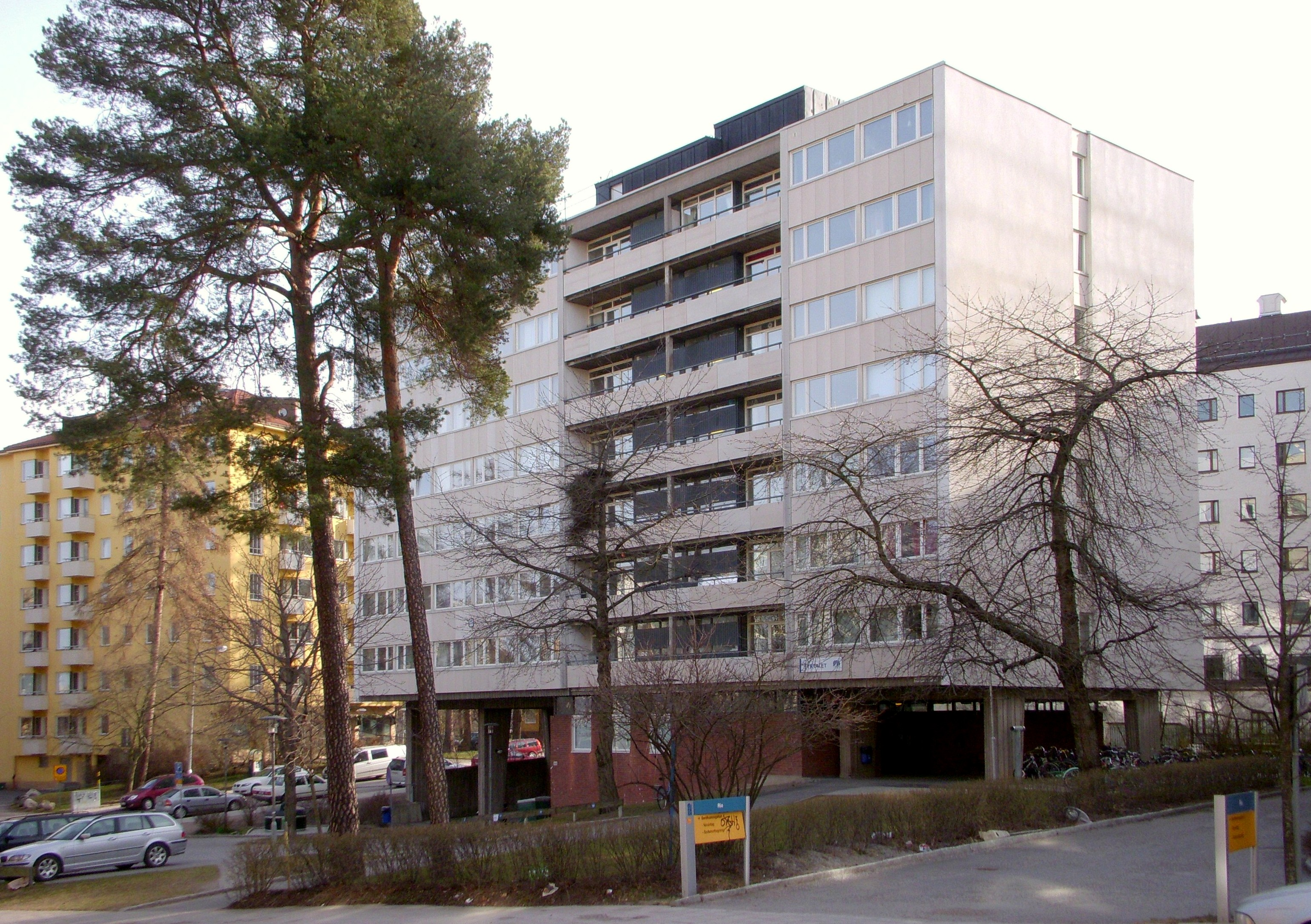
Studenthus Fyrtalet
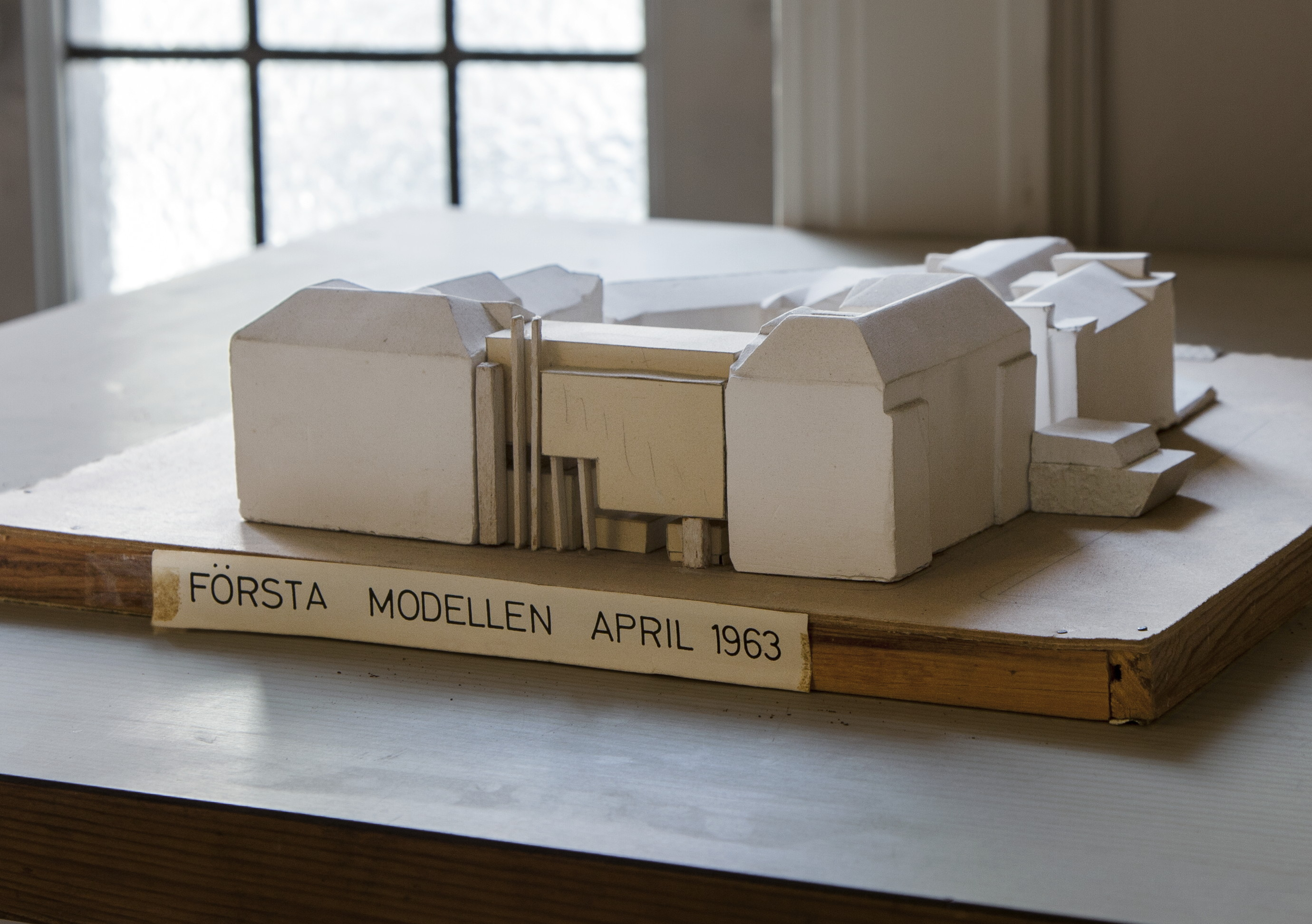
Ny kyrka för Sankta Eugenia katolska församling (ej utförd)

## Verk i urval

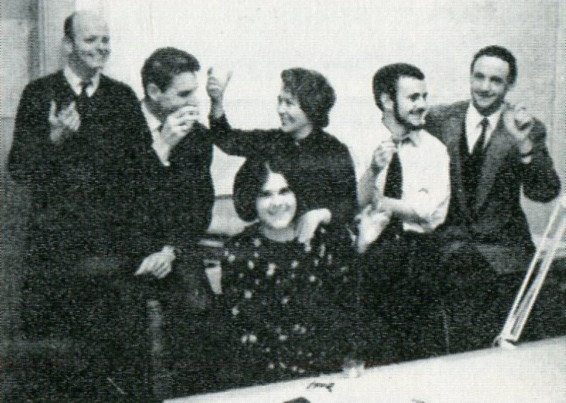
Geisendorfs kontor i mitten på 1960-talet (Léonie stående i mitten).

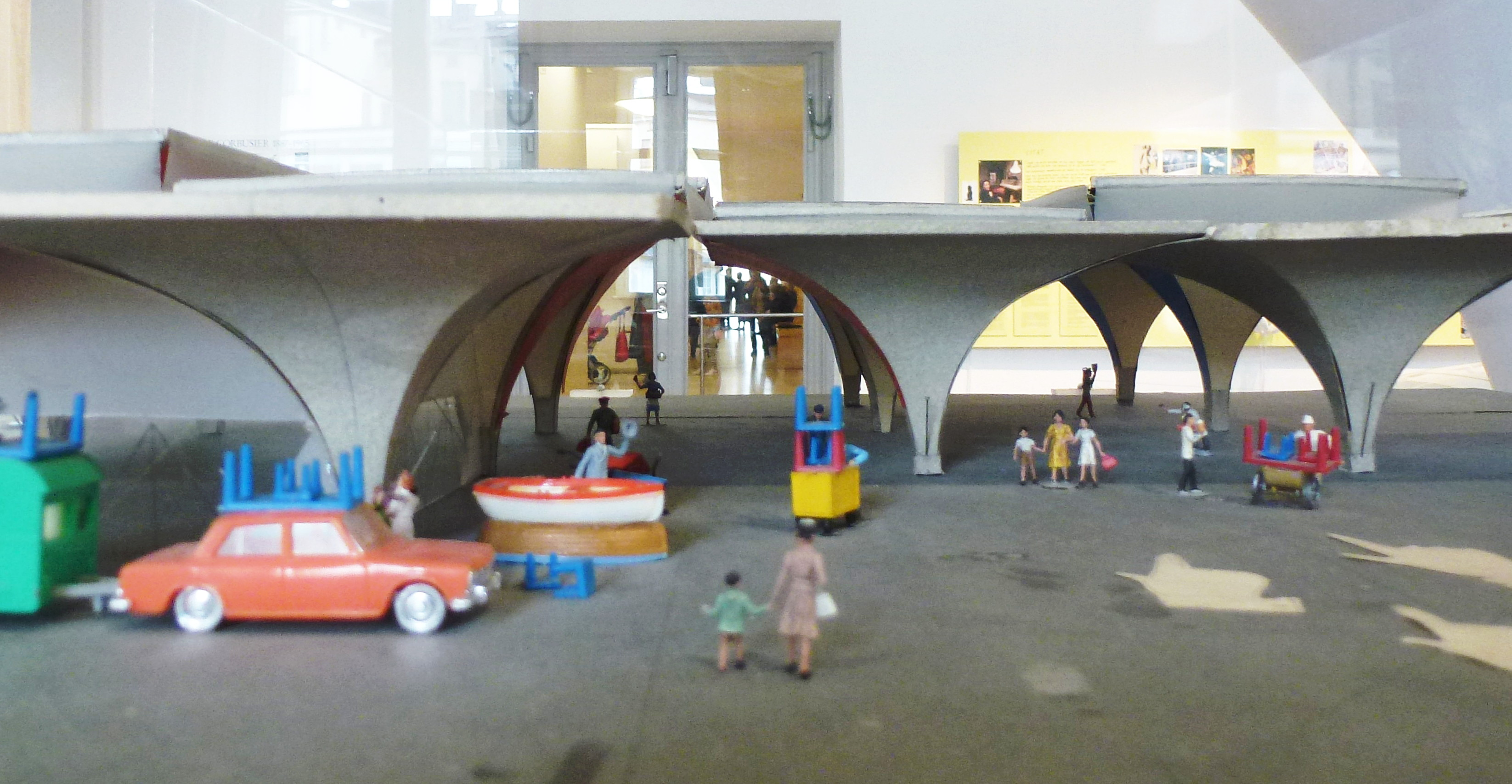
Förslag till NK Stormarknad i Fittja.

- Nytt nämndhus i Stockholm, första pris i tävling tillsammans med Ralph Erskine och Curt Laudon, ej utfört, 1947
- Villa Ranängen, Väringavägen 25 i Djursholm, 1950–1951
- Riksrådsvägens radhusområde, Skarpnäck, Stockholm, 1953–1956
- Sommarhus i Spanien, 1956–1957
- Villaområde i Cologny (Genèvesjön, Schweiz), 1959–1963
- S:t Görans gymnasium, Stockholm, 1961
- Fyrtalet, studenthus, Värtavägen 66, Stockholm 1966
- Förslag till ny bebyggelse Corso söder om Sergels torg i Stockholm, av ETG-gruppen, 1965–1967
- Förslag till NK Stormarknad i Fittja, Botkyrka kommun, 1967
- Villa Delin, Strandvägen 43 i Djursholm, 1966–1970
- Projekt till ny katolsk kyrka vid Kungsträdgårdsgatan, Stockholm, tillsammans med Holger Blom, 1963–1976
- ”Upp i vind” nytt riksdagshus, Stockholm, tävling 1971
- Förslag till nytt stadsdelscentrum i Zürich (schweizisk arkitekttävling), 1971
- Förslag till nybyggnad av Etnografiska museet, Stockholm, 1972–1973
- Förslag till ny bebyggelse på Södra stationsområdet, Stockholm, 1980
- Förslag till ny bebyggelse (kontor och bostäder) mot Varvsbranten vid Londonviadukten, Stockholm, 1987
- Förslag till nytt Akropolismuseum i Aten, 1990
- Förslag till fritidshus på Dalarö, Haninge kommun, 2005–2007

## Citat
Ett axplock från utställningen ”Upp i vind” på Arkitektur- och designcentrum, 2014.
- ”…begär jag av en arkitekt att han skall bygga på ett visst godkänt sätt, detta må även vara modernt, så är jag reaktionär.” (1946)
- ”…det ofullkomligas omedelbarhet och äkthet har få anhängare.” (1960)
- ”… utan med sparsamheten menar jag den lag och kraft som enligt min uppfattning ligger till grund för varje skapandet. Det svåra med lagen är att den måste följas frivilligt, och att man måste älska den.” (1963)
- ”…Arkitektur är ett mäktigt språk – det rör vid våra sinnen och våra känslor, det sätter igång vår fantasi. Det är ett poetiskt språk och en poetiskt handling.” (1982)

## Bilder, personen

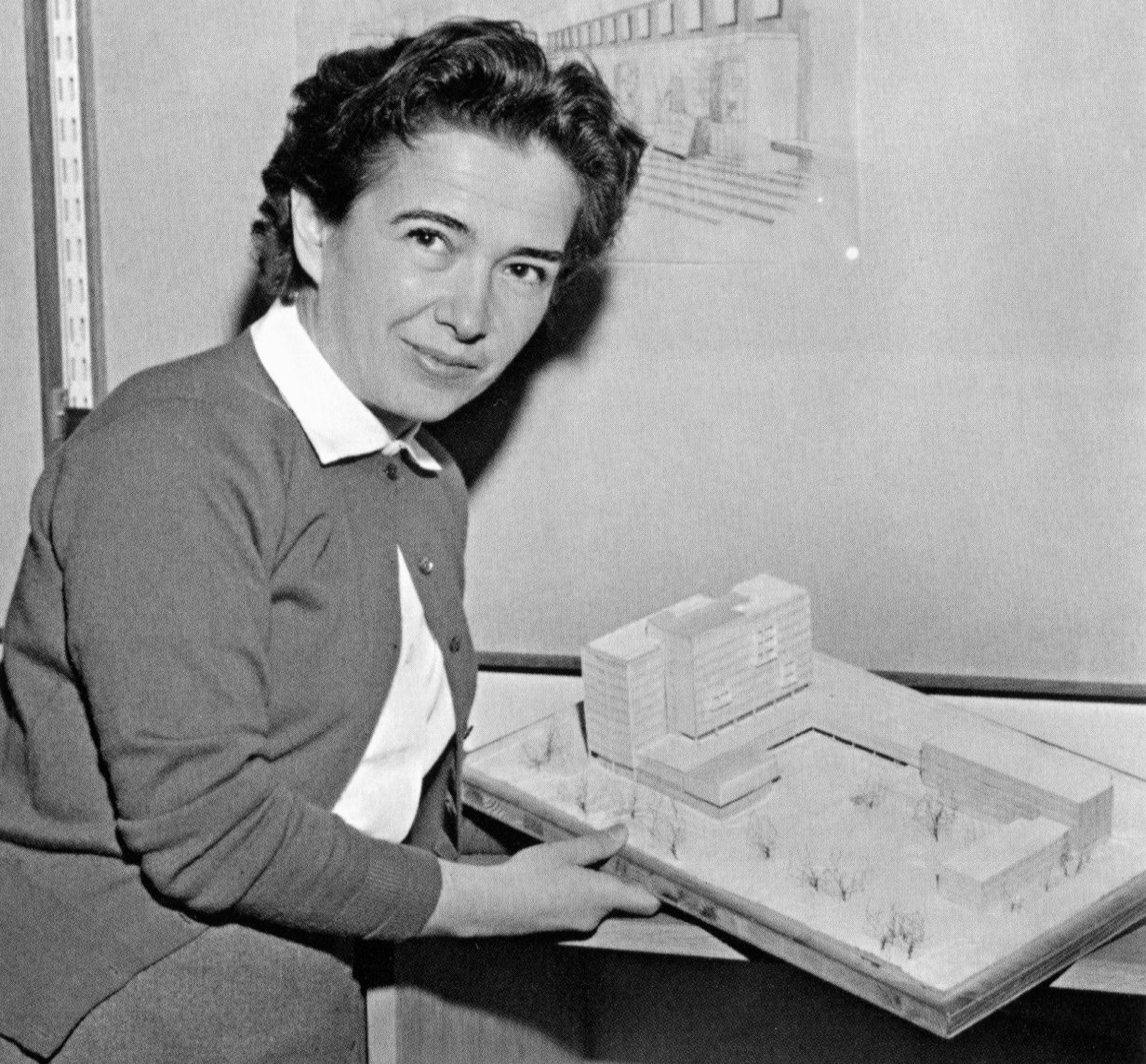
Med en modell för S:t Görans gymnasium, 1957
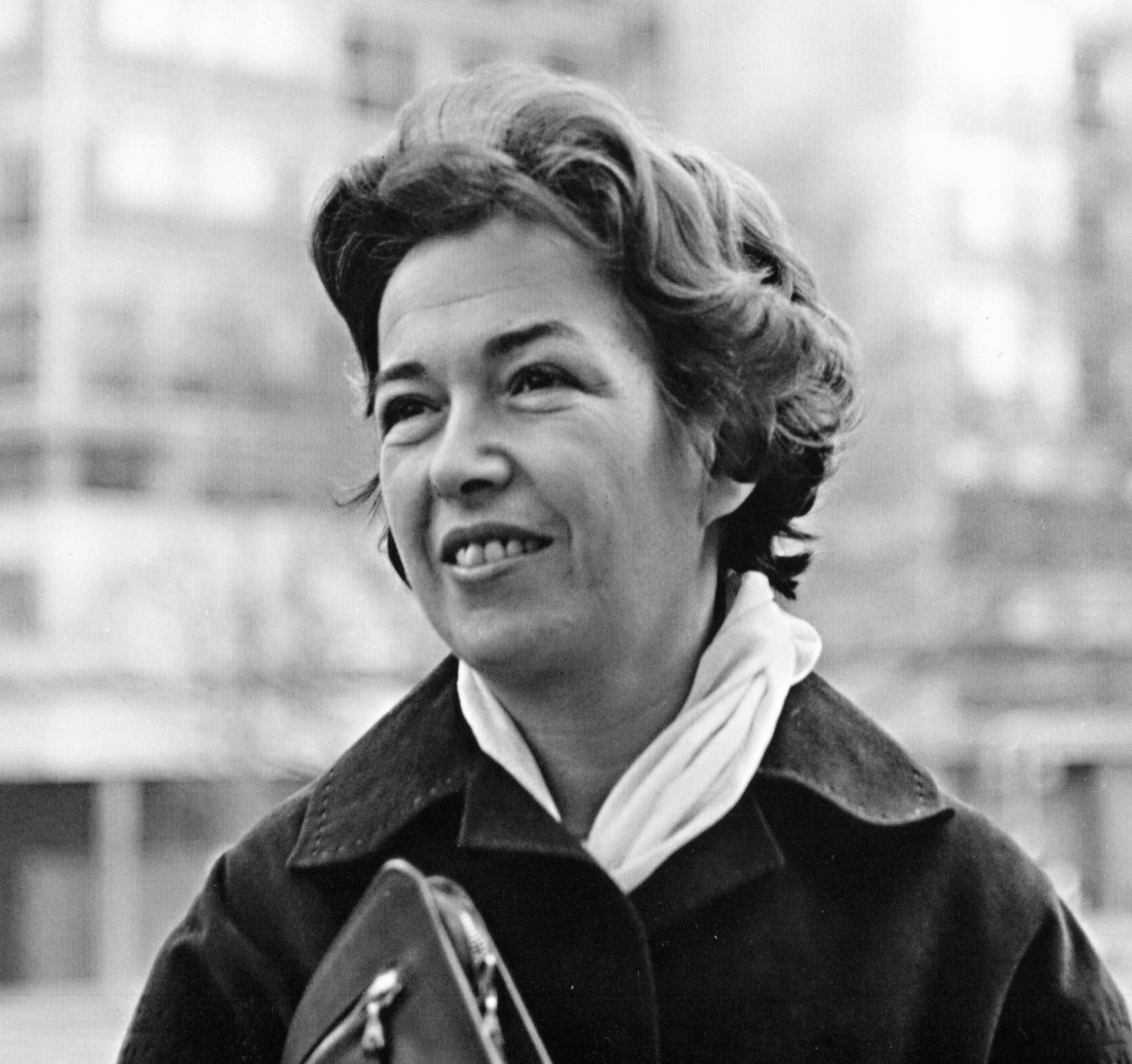
Framför S:t Görans gymnasium, 1960-tal
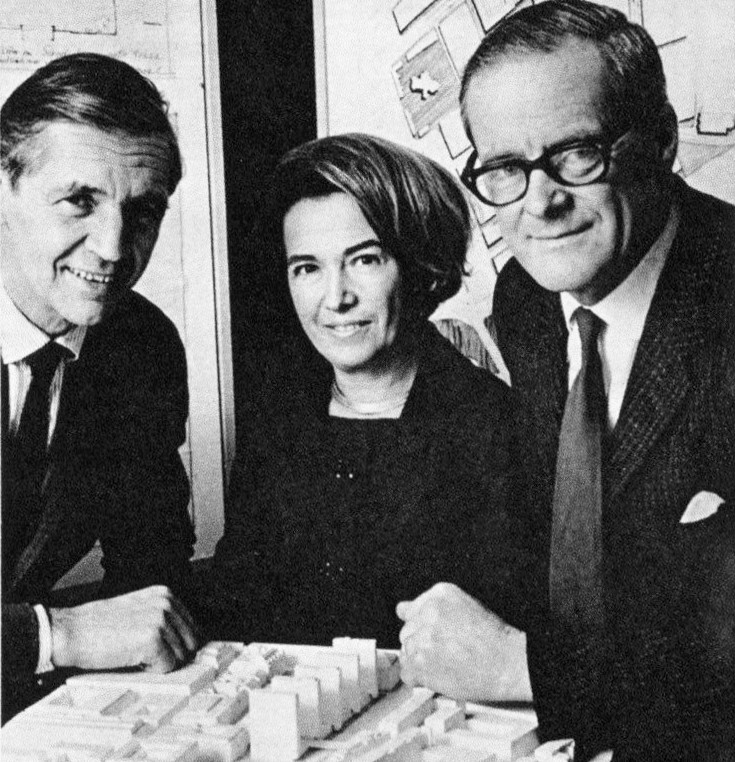
Med Anders Tengbom (t.v.) och Ralph Erskine, 1966
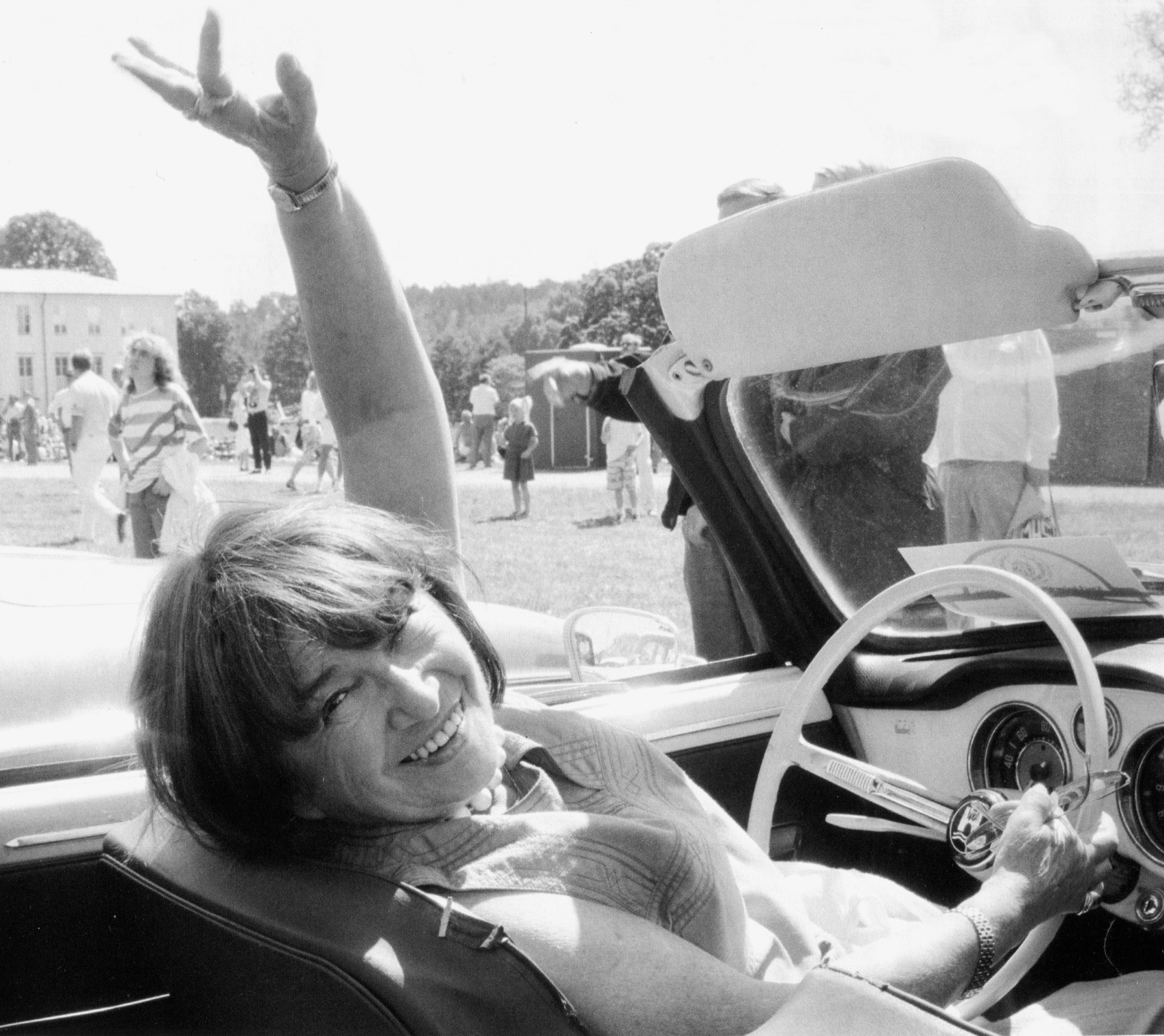
I sin Karmann Ghia, veteranbilsrallyt på Gärdet, 1990